# Never Forget (Where You Come From)
Pour les articles homonymes, voir Never Forget.
Albums de Bro'Sis
Days of Our Lives
(2003)
Never Forget (Where You Come From) est le premier album studio du groupe de Pop allemand Bro'Sis, sorti le 21. Janvier 2002.

## Liste des titres
| #   | titre                           | min. | lyrics/musique |
| --- | ------------------------------- | ---- | --- |
| 1.  | I Believe                       | 3:28 | [Lyrics]: Alex Christensen, J. Ena, Peter Könemann [musique]: Alex Christensen, Jens Klein, Peter Könemann                                           |
| 2.  | Just the 2 of Us                | 3:26 | [Lyrics]: David Brunner, Kaynee Tracks, Toni Works [musique]: David Brunner, Kaynee Tracks, Sebastian Kirchner, Toni Works                           |
| 3.  | All I Wanna Know                | 4:23 | [Lyrics]: Smart, Toni Cottura [musique]: Christoph Brüx, Shahin Moshirian, Stephan Browarczyk, Toni Cottura                                          |
| 4.  | We’ll Put a Spell on You        | 3:25 | Kim Sanders, Marcus Brosch, Roland Spremberg |
| 5.  | Walkin’ with You                | 4:21 | Andy Love, Giorgio Koppehele, Marc Z , Martin Koppehele, Sven Zippmann                                                                               |
| 6.  | Do You                          | 3:09 | [Lyics:] Patricia Bernetti, Toni Cottura [musique]: Arkadius Raschka, Ingo Hugenroth                                                                 |
| 7.  | Gimme Some Lovin’               | 3:48 | [Lyrics]: - Toni Cottura, Wiggins [musique]: - Shahin Moshirian, Stephan Browarczyk, Toni Cottura                                                    |
| 8.  | Bounce                          | 4:02 | Achim Jannsen, Hermann Behrens, M. Carlson, Mirko von Schlieffen, N. Lautarevic, O. Ullmann, Terri Bjerre                                            |
| 9.  | Heaven Must Be Missing an Angel | 3:48 | Dane Deviller, Sean Hossein, Supaflyas |
| 10. | What’s Going On?                | 3:25 | Aleks Jovanovic, Emanuell Twellmann, Frank W. Dursthoff, June Rollocks                                                                               |
| 11. | Ain’t That the Way              | 4:28 | [musique]: Christoph Papendieck, Gerret Frerichs, Pascal F.E.O.S. [Lyrics]: Christoph Papendieck, Fontaine Brunett, Gerret Frerichs, Pascal F.E.O.S. |
| 12. | Who’s Been Sleeping in My Bed   | 3:06 | [musique]: D-Fact* , Frank Lio, N-Dee [Lyrics]: D. Fact, Dash Andrews, Frank Lio, N-Dee, Rofl Gagel                                                  |
| 13. | You Better Not Come Home        | 3:21 | [Lyrics]: D. Fact, Daniela Burghardt, Dash Andrews, Frank Lio, Luca Barro, Rofl Gagel [musique]: D. Fact, Daniela Burghardt, Frank Lio, Luca Barro   |
| 14. | Let Me Know                     | 3:41 | [Lyrics]: Toni Cottura [musique]: Christoph Brüx, Shahin Moshirian, Stephan Browarczyk, Toni Cottura                                                 |
| 15. | A Day in November               | 3:59 | [Lyrics]: Alex Geringas, Thorsten Brötzmann [musique]: Alex Geringas, Christoph Leis-Bendorff, Thorsten Brötzmann                                    |

## Charts
| Année | Chart (2002)          | Position |
| ----- | --------------------- | -------- |
| 2002  | German Top 100        | 1        |
| 2002  | Austrian Albums Chart | 1        |
| 2002  | Swiss Albums Chart    | 6        |

## Crédits et personnel
- Jörn Heilblut - guitare acoustique
- W. Kerscheck - conducteur
- J. Klein - keyboards
- P. Könemann - keyboards
- Jürgen Leydel - guitares
- Mirko Schaffer - bass

### Musique & Lyrics

#### Musique
- Luca Barro
- Thorsten Brötzmann
- Stephan Browarczyk
- Christoph Brüx
- Toni Cottura
- Christoph Leis-Bendorff
- Frank Lio

#### Lyrics
- Patricia Bernetti
- Thorsten Brötzmann
- David Brunner
- Toni Cottura
- Alex Christensen
- Alex Geringas

### Production
- Producer: David Brunner, Island Brothers, Alex Christensen, Toni Cottura, D.Fact, John Eaton, Gerret Frerichs, Achim Jannsen, Giorgio Koppehele, Martin Koppehele, Frank Lio, Marc Mozart, N-Dee, Christoph Papendieck, Pascal F.E.O.S., Mirko von Schlieffen, Roland Spremberg
- Vocal recording: Florian Grummes
- Vocal arrangement: Terri Bjerre
- Engineers: Florian Grummers
- Assistant engineers: Joachim Feske,
- Mixing: Boogieman, Broschi, David Brunner, Koma, Christoph Leis-Bendorff, Quickmix, Andi Regler, Rollo, Jürgen Wind
- Mastering: J. Quincy Kramer, MM Sound
- Artwork: Ronald Reinsberg
- Photography: Benjamin Wolf